# 須田琥珀
須田 琥珀（すだ こはく、2005年（平成17年）5月13日 - ）は、日本の女優である。ステッカーに所属していたが、2023年現在公式プロフィールが削除されている。

## 人物・経歴
2013年（平成25年）、ドラマ『遺留捜査』の第3シリーズにて出演し、ドラマデビューする。ドラマ『遺留捜査』には同年11月に放送されたスペシャルでも全く違う役柄で出演しており、子役としても同じドラマで違う役柄で出演するのは珍しい事例である。また、同年10月に放送されたスペシャルドラマ『ちびまる子ちゃん』では、まる子の親友・穂波たまえことたまちゃん役で出演し、一躍注目を集める。他のドラマに出演した際の眼鏡をかけていない姿にもギャップが感じられ、「可愛い」と話題になった。
ちなみに、ドラマ『ちびまる子ちゃん』で共演した信太真妃とはオーディション会場等でもたまに会うそうで、仲良くしているらしい。

## 出演

### 映画
- 僕だけがいない街 （2016年） - 片桐愛梨 役

### テレビドラマ
- 遺留捜査（テレビ朝日）
  - 第3シリーズ 第5話（2013年5月15日） - 峰岸百合子（幼少期） 役
  - スペシャル（2013年11月10日） - 森川凛 役
- ちびまる子ちゃん（2013年10月1日、フジテレビ） - 穂波たまえ（たまちゃん） 役
- 海の上の診療所 最終話（2013年12月23日、フジテレビ） - 中澤歩 役
- 天誅〜闇の仕置人〜 第3話（2014年2月7日、フジテレビ） - 谷原麻衣 役
- 警視庁捜査一課9係 season9 スピンオフSP（2014年6月27日、テレビ朝日） - 斎藤美波 役
- HERO 第3話（2014年7月28日、フジテレビ） - 長谷川愛里 役
- おやじの背中 第5話（2014年8月10日、TBS） - 丸井三冬（小学生時代） 役
- ごめんね青春! 第4話（2014年11月9日、TBS）
- 初森ベマーズ 第7球（2015年8月22日、テレビ東京）キレイ（幼少期） 役
- 連続テレビ小説・とと姉ちゃん（2016年4月4日 - 、NHK）- 小橋鞠子（幼少期） 役
- 遺産相続弁護士 柿崎真一  第4話 （2016年、日本テレビ） - 富沢璃菜 役
- アイドル×戦士 ミラクルちゅーんず! （2017年4月2日 - 2018年3月25日、テレビ東京） - 玉川エリナ 役
- 世にも奇妙な物語'17秋の特別編 「寺島」（2017年10月14日、フジテレビ） - 小学生の寺島 役
- 相棒season16 第5話（2017年11月15日、テレビ朝日） - 樋口真紀（少女期） 役
- ハケン占い師アタル 第6話（2019年2月21日、テレビ朝日） - 大崎のクラスメート 役

### CM
- バンダイ
  - NEXTPETS!
  - 光るパジャマ
  - 山崎製パン「夏のおいしいキャンペーン」

### スチール
- たのしい幼稚園 ひめぐみ
- らぶキャラ

### その他
- 知っとく！ベジライフ2教えて春日先生！ （2016年、 BS-TBS） - レギュラー
- sesame×玉川高島屋 キッズファッションショー